# バックブリーカー
バックブリーカー（Backbreaker）は、プロレス技の一種及び、そこから派生した技の総称である。日本名は背骨折り（せぼねおり）。

## 概要
元々は背骨から腰の辺りにダメージを与える古典的ストレッチ技。多くの派生技が存在しており、それら派生技を総称してバックブリーカーと呼ぶことも多い。派生技は、基本型のバックブリーカーと同様に相手の背骨を自分の体の一部を支点にして反り上げる（または相手の体を揺すり続けることによって負荷をかける）ストレッチ技としての「継続型」と、相手の背中を自分の体の一部（主に膝）に打ちつける打撃技としての「単発型」の2種類に大別される。
ロデリック・ストロングは多様なバックブリーカーを使用することで知られており、「ザ・メサイア・オブ・ザ・バックブリーカー」「ミスター・バックブリーカー」の異名を持つ。

## かけ方
ここでは、基本型のバックブリーカーのかけ方を説明する。元来のバックブリーカーは、自身の左膝をマットに着いた状態で、右膝の上に相手を仰向けに乗せ、右膝頭を相手の背中や腰に当て、そこを支点に相手の体を両手で押さえつけて反り上げるという技である。神道六合流柔術では腰挫（こしひしぎ）と呼ばれ、さらに右手で相手の右前襟または両襟を持って実施する。
後述の派生技で、もっともこの形に近いのはジャイアント・バックブリーカーである。他にボー・アンド・アロー・バックブリーカーやサーフボード・ストレッチなども、膝を支点に相手の背中を反らせる点で近い形である。単発型の派生技では、いずれも膝に背中を打ちつけて衝撃を与える形であり、単発と継続の違いはあるが膝を利用する点で共通する。

## 派生技

### 継続型

#### アルゼンチン・バックブリーカー

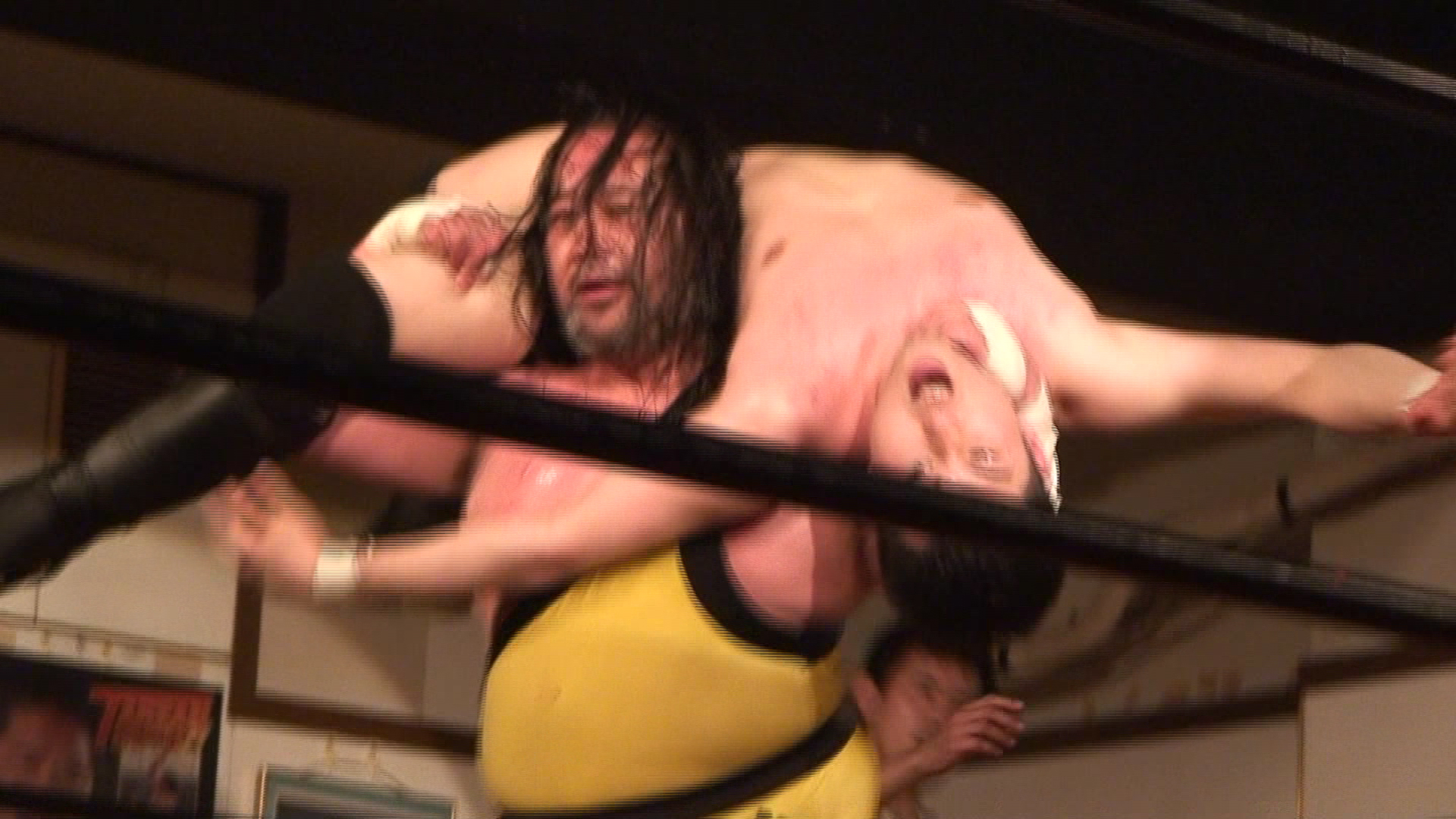
ターザン後藤によるアルゼンチン・バックブリーカー。

アルゼンチン式背骨折りとも呼ばれている。創始者はアントニオ・ロッカ。当初は「ロッカ・スペシャル」と呼ばれていたが、ロッカがアルゼンチン出身であるために、この名が定着している。自分の肩の上に相手を仰向けに乗せ、あごと腿をつかむ。自分の首を支点として、背中を弓なりに反らせることによって背骨を痛めつける技である。その体勢から、オーバーヘッド・バックブリーカーとも呼ばれている。エアプレーン・スピンをかけようとした際、相手が暴れて逃げようとして身体が逆方向（仰向け）になったため、固定させようとあごと腿をつかんだところ、相手がそのままギブアップしてしまったというアクシデント的に完成された技であるという。
ザ・デストロイヤー、アントン・ヘーシンクも使い手。タイガー・ジェット・シンも、この技でアントニオ猪木を破ったことがある（1975年6月26日、NWFヘビー級選手権試合）。かける側の腰にも大きな負担がかかるため、彼らを除いては後述のカナディアン式と並んで主にパワーファイターが使用しており、日本人選手では豊登、坂口征二、中西学、井上雅央、岡林裕二、外国人選手ではアート・トーマス、ビッグ・ジョン・クイン、ビル・ワット、ブラックジャック・マリガン、ブルーザー・ブロディ、ヘラクレス・ヘルナンデスなどが得意技とした。レックス・ルガーやルドヴィッグ・ボルガはトーチャー・ラック（Torture Rack / 拷問台）の名称で使用していた。ロッカと同じくアルゼンチン出身の星誕期も得意技にしている。

#### カナディアン・バックブリーカー
カナダ式背骨折りとも呼ばれている。がぶりの体勢から相手の胴を両手をクラッチして相手の背中が肩にくるようにして担ぎ上げる。クラッチは解かずに、そのまま上下に揺さぶることで背骨を反らせてダメージを与える。開発者はカナダ出身のユーコン・エリック。元々は樵であったエリックは作業中に丸太をかつぎあげる体勢を、そのままプロレス技に応用したという。
後にブルーノ・サンマルチノが絶対的な必殺技として用いたため、広く知れ渡るようになった。ディック・ハットンもこの技を用い、力道山からギブアップを奪った実績がある。他の使い手にはイワン・コロフ、ザ・ハングマン、ジル・ポワソン、ジョー・ルダック、マイク・シャープ・ジュニア、トム・マギー、ジョン・テンタなどのカナダ出身選手やアンドレ・ザ・ジャイアント、新日本プロレス参戦時のスタン・ハンセン、日本人選手では豊登、坂口征二、ストロング小林、キラー・カーン、矢野通などがおり、ハットンを除いてはパワーファイターが使う技として認知されている。
カナディアン・バックブリーカーの体勢から後方へと投げるとサンダーファイヤー1号 / 2号、パワーボムの要領で落とすとサンダーファイヤー・パワーボムになる。いずれも大仁田厚の得意技（大仁田は全日本プロレス在籍時にカナディアン・バックブリーカーをよく用いていた）。

#### ハイジャック・バックブリーカー
極悪十字架固め、飛行機強奪式背骨折りとも呼ばれている。カナダ式のように相手を仰向けに上方へ担ぎ上げたあと、自分の両腕で相手の両上腕部をクラッチして、相手を背中合わせに吊し上げて脊椎にダメージを与える。この時に、より前方に相手を担ぎ上げて、自らの頭を相手の背中に押し当ててさらにダメージを大きくすることもある。また、カナダ式同様に自分の体を上下へ揺らしたり、回転して相手を振り回したりして、その衝撃でダメージを増加させる場合も多い。
ドン・レオ・ジョナサン、マスクド・スーパースター、シッド・ビシャスなどの大型選手が使用していた。日本プロレス時代のアントニオ猪木は、コブラツイストや卍固めを相手にかける前に、この技で背骨へダメージを与えておくことが多かった。レイザー・ラモン（スコット・ホール）は、この技の体勢から相手を前方に投げ捨てるパワーボムをレイザーズ・エッジ（アウトサイダーズ・エッジ）と称して用いた。同じくパワーボム系の派生技として、スプラッシュ・マウンテンやバッドラック・フォールなどがある。

#### ボー・アンド・アロー・バックブリーカー
弓矢式背骨折りとも呼ばれている。ホースト・ホフマンのオリジナル技。うつ伏せにマットに倒れている相手の背中に自らの両膝を当て、さらに相手の頭部と片足を両手で、それぞれ掴み、その状態のまま自分は背中からマットへ寝転がると同時に相手の体を反転させて持ち上げて、自らの曲げた両膝に相手の背中を押しつけながら相手の頭部と片足を手で下方向へ締め上げてダメージを与える。
他の使用者はアントニオ猪木、西村修、つくしなど。また、全盛期のアンドレ・ザ・ジャイアントも得意技としていた。新日本プロレスに来日していた頃のハルク・ホーガンは猪木との幾度の対戦からこの技を盗み、古舘伊知郎をして「脱出不可能の超人背骨折り地獄」と言わしめた。

#### ボウ・バックブリーカー
弓式背骨折りとも呼ばれている。ルチャリブレの古典的ストレッチ技。倒れている相手を横向きにして、自らの片膝を背中に押しつけつつ相手の頭部と足を引っ張る。
日本ではミル・マスカラスが1978年の全日本プロレス来日時に公開している。漫画『キン肉マン』では、プリンス・カメハメが得意技の一つとして使用していた。

#### サーフボード・ストレッチ
波乗り式背骨折りとも呼ばれている。バックブリーカーの応用技でルチャリブレに源流を持つ古典的ストレッチ技。座っている相手に対して、あるいは稀に立っている相手に対して、背後に立ち、相手の両手首を、それぞれ自分の腕で掴んで背中側に引っ張り、同時に自分の片足裏あるいは片膝を相手の背面に当てて、そのまま相手の体を反らせて背骨にダメージを与える。

#### レイネーラ
人工衛星式背骨折りとも呼ばれている。レイ・メンドーサのオリジナル技。相手の首元と両脚を掴み、自身の体と交差するように背面で持ち上げて、横回転しながら背中や腰部を絞め上げる。
菅原拓也のバッキンガム・バックブリーカーも同型技。

#### ゴリー・スペシャル
ゴリー・ゲレロのオリジナル技。相手を背中合わせにして上方へ担ぎ上げたあと、相手の左足首を自分の右太腿へ、相手の右足首を自分の左太腿に引っ掛け、さらにハイジャック・バックブリーカーの体勢で相手の右手首を左手で、相手の左手首右手で掴み、その状態で相手を内方向に締め上げることで背中と肩関節へダメージを与える。この技もカナディアン・バックブリーカー同様に自分の体を上下へ揺らして、その衝撃でよりダメージを増加させる場合も多い。
父のゴリーから技を受け継いだチャボ・ゲレロは「完璧に決まったら脱出不可能、選択はギブアップかレフェリーストップしかない」と豪語していた。
ボウ・バックブリーカーと共に漫画『キン肉マン』で、プリンス・カメハメが「トリプル・ビーフ・ケーキ」（三つの肉爆弾）の一つとして使用していた。この状態から手のクラッチを外し、相手を顔から叩きつける技はゴリー・ボムというフェイス・バスターと呼ばれ、チャボ・ゲレロ・ジュニアが必殺技として使用していた。

#### ジャイアント・バックブリーカー
巨人式背骨折りとも呼ばれている。ジャイアント馬場のオリジナル技。コブラクラッチとバックブリーカーの複合ストレッチ技。スタンディングでコブラクラッチを極め、その状態のまま相手の体を仰向けに倒しつつ自らの片膝を曲げながらマットにしゃがみ、相手の背中や腰を片膝頭に押しつけながらコブラクラッチで締め上げる。馬場の他、太陽ケアや渕正信などの馬場の弟子達がよく使用。

### 単発型

#### シュミット式バックブリーカー
立っている相手の正面から、ボディスラムのように頭部と股間を両腕でそれぞれ抱えて、そのまま上方へ担ぎ上げる。その後、自ら片膝を立ててマットへ座り込むと同時に相手の背中を膝頭の上に落して、ダメージを与える。日本ではハンス・シュミットが初めて公開したことから、この名称がついている。他国ではバックブリーカー・ドロップと呼び、略されて単にバックブリーカーと呼ぶこともある。
代表的な使用者としてはジン・キニスキーがおり、最大の必殺技としていた。ニコライ・ボルコフは頭上まで相手をリフトアップして、そのまま膝に叩きつけるハイアングル式を放った。ジミー・スヌーカはスーパーフライ・スプラッシュ、武藤敬司はムーンサルト・プレスを放つ前の繋ぎ技として使用。豊登、ストロング小林、イワン・コロフ、ボビー・ダンカン、マスクド・スーパースター、そして初期のハルク・ホーガンも用いていた。
同じ要領でうつ伏せの相手を抱え上げ、その腹部を自分の膝に打ち付ける派生技があり、サージェント・スローターらが得意としていた（ストマック・クラッシャー、ストマック・ブロックなどと呼称される）。

#### ペンデュラム・バックブリーカー
振子式背骨折りとも呼ばれている。サイドバスターのように、立っている相手の頭部（あるいは上半身）を片腕で抱え込みながら腋に抱え、同時にもう片方の腕で相手の片足を抱えて上方へ持ち上げる。そして自らの片膝を曲げながらマットに座り込み、同時に相手の背中を膝頭に落してその衝撃でダメージを与える。相手をロープに振って返ってきたところを、自分の背中を見せつつキャッチして決める方法もある。
日本では坂口征二やキラー・カーン、桜田一男などが得意としていた。木村健悟もジュニアヘビー時代は多用していた。海外ではハーリー・レイス、ネイル・グアイ、マイク・ジョージ、ブレット・ハート、レス・ソントン、キング・ハクなどが主な使い手だった。特にレイスはヘッドロックやスリーパー・ホールドをかけられた際の返し技に使うことも多かった。

#### ワンハンド・バックブリーカー
片腕式背骨折りとも呼ばれている。バックドロップの状態で抱えあげてからクラッチを解き、片膝立ちになりつつ、空中で水平にした相手の身体を背面から自分の片膝の上に落とす。相手の体を上方に持ち上げてから最終的には片手で相手を抱えるようになることから、この名称がついた。開発者はビル・ロビンソンであり、ダブルアーム・スープレックスと並ぶフィニッシュ・ムーブとしていた。
ペンデュラム・バックブリーカー同様にヘッドロックへの返し技として使用されることが多いが、自分からかける場合も多い。ペドロ・モラレスはペドロ・スペシャル、藤波辰爾はドラゴン・バックブリーカーと称して同じ技を使っていた。アルゼンチン式の使い手である中西学や井上雅央は、アルゼンチン式への布石としてこの技を使うときがある。ロビンソンの薫陶を受けた鈴木秀樹もダブルアーム・スープレックスと共にこの技を伝授され、得意技として使用している。
バックドロップと同様に「両腕で胴を抱えるタイプ」と、「片腕で胴を、もう片方で片膝を抱えるタイプ（抱え込み式）」の2種類がある。ロビンソンはワンハンド・バックブリーカーという名称には不満があったようで、月刊デラックスプロレスでのインタビューで「叩きつける瞬間がワンハンドになるだけで、それまでの動作は両手で行っているのが写真でもお分かりいただけると思います。しいて呼ぶならロビンソン式バックブリーカーと呼んでほしいですね」と言っていたが、ワンハンド・バックブリーカーの呼び名で定着している。仕掛けるタイミングの難しい技であり、パワーはもとよりテクニックが要求される。また、膝に負担がかかる技でもある。ロビンソンはジャイアント馬場、キラー・トーア・カマタ、アブドーラ・ザ・ブッチャーなどの重量級レスラーを相手にワンハンド式を決めたことがあるが、そのために膝を負傷している。

#### ダブルアーム・バックブリーカー
相手をリバース・フルネルソンで捕らえて相手の身体を垂直に担ぎ上げてから、片腕のクラッチを切りつつ落下させると同時に突き立てた右膝に相手の腰を打ち付ける。

#### ショルダー・バスター
ボディスラムの体勢で相手を抱え上げ、自ら片膝を付きその立てた膝に相手を肩から落とす。

#### ケブラドーラ・コン・ヒーロ

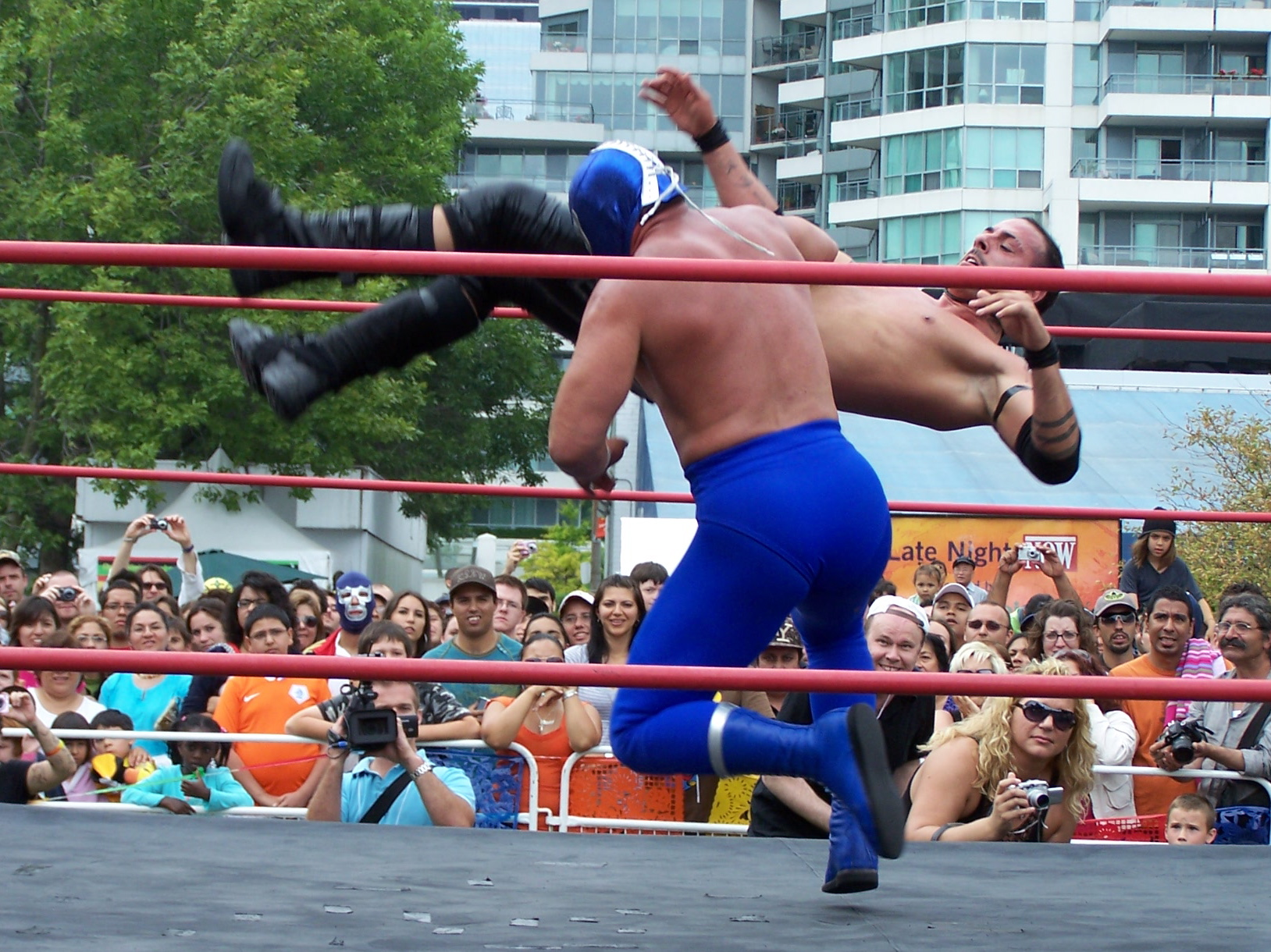
ケブラドーラ・コン・ヒーロで相手を自分の膝に落とす直前の状態。

風車式バックブリーカー、風車式背骨折りとも呼ばれている。走ってくる相手に対して、正面からやや身体を倒しつつ自分の左手を相手の左の脇の下に、右手を右の脇の下に入れる。相手の走る勢いをそのまま回転させる方向に置き換え、身体を270度旋回させて落下させる。その際、自らは片膝を立てながら座り込み、相手の背中を膝に落してダメージを与える。スペイン語で「ケブラドーラ・コン・ヒーロ」は「回転させながら破壊」を意味する。
スピード感にあふれる技のひとつで、フィニッシュには至らないことが多いが試合の状況を変化させる際に用いられる。アニバルが日本に持ち込んだ技。WWEのセザーロは相手がリープ・フロッグをしたところを空中でキャッチして、この技を仕掛ける。
主な使用者はタイガーマスク（初代）、三沢光晴、獣神サンダー・ライガー、カズ・ハヤシ、鈴木鼓太郎、大原はじめ、みなみ鈴香、エディ・ゲレロ、シンタ・デ・オロ（2代目）。
なお、回転を加えなければペンデュラム・バックブリーカーとなり、相手を膝の上に叩き付けるのではなく、そのまま肩の上まで持ち上げて、勢いをつけて浴びせ倒すとティルト・スラム、さらに肩まで持ち上げた後に自らも旋回しつつ勢いをつけて浴びせ倒すとターボ・ドロップとなる。

#### 獣神バックブリーカー
獣神サンダーライガーのオリジナル技。アルゼンチン・バックブリーカーの体勢からマットに膝をつき、背中、腰、首に衝撃を与える。元々はザ・コブラが使用していたアルゼンチン・バックブリーカー・ドロップ。コブラの場合は背が高く、自分が尻餅をつく形で放っていたため、落差と相手へのダメージも大きかった。

#### オレンジ・バックブリーカー
小橋建太のオリジナル技。ドラゴン・スリーパー・ホールドの状態で抱えあげてから、そのまま膝を打ち付ける。背中というより首に衝撃を与える。

#### トレイン・レック
Aトレインのオリジナル技。カナディアン・バックブリーカーの体勢からマットに尻餅をつき、背中ないし腰に衝撃を与える。

#### インバーテッド・ヘッドロック・バックブリーカー
ランディ・オートンのオリジナル技。相手と背中合わせになった状態で首に腕を巻きつけ、勢いよく膝から着地する際、背中に乗せた相手の体をのけ反らせて首や背中にダメージを与える。攻勢に転じるときに繰り出すが、足を責められている時は自らのダメージを悪化させてしまう場面も見られる。

#### バック・クラッカー
バック・スタバーとも呼ばれている。マット・ストライカーのオリジナル技。相手の背後から両肩に飛びつき両膝を相手の背中に押し当てて後方に倒れ込み、マットに打ちつけられた衝撃で相手の背中にダメージを与える。
開発者であるストライカーはラングブロアーという名称で使用しており、プロレスリングZERO-ONE参戦時においてはストライクと呼称されていた。その他にCIMAのスーパードロルにも同型のバリエーションが存在する。カリート、アルベルト・デル・リオ、中邑真輔、プリンス・デヴィットなどが使用している。WWEなどではバック・スタバーの名で使用する選手も多い。

#### アイリッシュ・カース
シェイマスのオリジナル技。ロック・ボトムの体勢で相手を持ち上げ、相手をクラッチしている側の膝を突き出して、その上に相手を叩きつける。

#### リバース・ブラディークロス
石森太二のオリジナル技。リバース・ブレーンバスターの体勢で相手を垂直気味に持ち上げ、自らが膝を立てて後方に倒れこむと同時に相手を前方に落とし、膝上に相手の首から背中を激突させる。

#### GTR
後藤洋央紀のオリジナル技。ファイナル・カットの体勢で相手の背中を自分の片膝に叩きつける。

#### 牛殺し
後藤洋央紀のオリジナル技。ファイヤーマンズキャリーの状態で抱え上げたあと、相手を反転させながら前方へ投げ落とし、同時に自らの片膝を立てながら座り込み、相手の背中を膝頭にぶつけてその衝撃でダメージを与える。
2007年10月8日、両国国技館で、猛牛の異名をとる天山広吉に、このフィニッシュ・ホールドからの昇天片エビ固めで勝利、その後、天山を頚椎損傷で無期限欠場に追い込んだことから名付けられた。AJスタイルズも繋ぎ技として使用している。

#### パワーボム式バックブリーカー
リッキー・マルビンのオリジナル技。 パワーボムの体勢で相手を担ぎ上げて落とす時に同時に自ら、両膝を立てリングに倒れて、そのまま相手の背中を両膝の上に叩き落とす。
トマソ・チャンパがフィニッシャーとして使用している。

#### チョークスラム式バックブリーカー
バロン・コービンのオリジナル技。相手をチョークスラムの要領で持ち上げて、相手の背中を片膝の上に叩きつける。

#### プロシアン・バックブリーカー
カーフ・ブランディングの旧称。

### フィクションにおける派生技

#### トルネードブリーカー
対戦型格闘ゲーム『ワールドヒーローズ』シリーズに登場するマッスル・パワーの必殺技。リフトアップスラムの形で相手を捕らえ、きりもみ式に回転しながら垂直にジャンプし、回転を維持したまま落ちて片膝を立てた状態で着地すると同時にハイアングルのシュミット式バックブリーカーの要領で相手を背中から膝上に落とす。
シリーズ第4作『ワールドヒーローズパーフェクト』では究極奥義としてヘッドバット→パワーボム→ジャイアントスイングで上空に投げ上げ→空中で相手をキャッチしてのアルゼンチンバックブリーカードロップ→トルネードブリーカーと連続で投げ技を決めるスーパーデンジャラスジャイアントブリーカーも使用。

#### スーパーアルゼンチンバックブリーカー
対戦格闘ゲーム『ザ・キング・オブ・ファイターズ』シリーズに登場するラルフ・ジョーンズとクラーク・スティルの必殺技。掴んだ相手をすかさず上空へ放り投げ、落下した相手を自分の肩で受け止めてアルゼンチンバックブリーカーを決めた後、ショルダーバスターで地面に叩きつける。

#### ウルトラアルゼンチンバックブリーカー
対戦格闘ゲーム『ザ・キング・オブ・ファイターズ』シリーズに登場するクラーク・スティルの超必殺技。上記のスーパーアルゼンチンバックブリーカーの強化版。「相手を放り投げアルゼンチンバックブリーカーで受け止める」を2回決めてから、3回目の放り投げの後にフィニッシュホールドをかける。尚、フィニッシュホールドは作品によって変化する。

#### 三点ドロップ
特撮番組『仮面ライダー』の主人公であるスカイライダーの必殺技。相手をファイヤーマンズキャリーに捕らえて垂直ジャンプし、ジャンプの最高点で前方宙返りをする勢いで相手と上下を入れ替え、上下逆のボー・アンド・アロー・バックブリーカーに近い状態で相手の背中を踏みつけつつ首と足を絞り上げた状態のまま着地し相手を地面に叩きつけて背中にダメージを与える。